# Jonaswalde
Jonaswalde település Németországban, azon belül Türingiában. Lakosainak száma 320 fő (2023. december 31.).

## Népesség
A település népességének változása:
| Lakosok száma | 307  | 306  | 316  | 317  | 320  |
|               | 2017 | 2019 | 2021 | 2022 | 2023 |